# Pentatopzahl
Pentatopzahlen (Hypertetraederzahlen) stellen eine 4-dimensionale Verallgemeinerung der 2-dimensionalen Dreieckszahlen dar; analog den 3-dimensionalen Tetraederzahlen. Aufgrund ihrer Verwandtschaft mit einer geometrischen Figur zählen die Pentatopzahlen zu den figurierten Zahlen.
Die {\displaystyle n.} Pentatopzahl berechnet sich zu:
{\displaystyle {{n+3} \choose {4}}={\frac {n(n+1)(n+2)(n+3)}{24}}}
Die ersten Pentatopzahlen sind: (0), 1, 5, 15, 35, 70, 126, 210, 330, 495, 715, … (Folge A000332 in OEIS)

## Bezeichnung
Der Name Pentatopzahl leitet sich von der geometrischen Figur des Pentatops ab. Dabei handelt es sich um einen vierdimensionalen Körper der aus einem dreidimensionalen Tetraeder hervorgeht. Könnte man ein Pentatop der Seitenlänge {\displaystyle n} gleichmäßig aus (Hyper)Kugeln zusammensetzen, so wäre deren Anzahl mit einer Pentatopzahl identisch.

## Reguläre figurierte Zahlen
Zu den regulären figurierten Zahlen gehören:
- Zweidimensional: Dreieckszahlen

Die {\displaystyle n}-te Dreieckszahl {\displaystyle \Delta _{n}} ist die Summe der ersten {\displaystyle n} natürlichen Zahlen: 
{\displaystyle \Delta _{n}=\sum _{k=1}^{n}k=1+2+\cdots +n}
- Dreidimensional: Tetraederzahlen

Die {\displaystyle n}-te Tetraederzahl {\displaystyle T_{n}} ist die Summe der ersten {\displaystyle n} Dreieckszahlen: 
{\displaystyle T_{n}=\sum _{k=1}^{n}\Delta _{k}=\Delta _{1}+\Delta _{2}+\cdots +\Delta _{n}}
- Vierdimensional: Pentatopzahlen

Die nächsten regulären figurierten Zahlen sind die Pentatopzahlen, sie entstehen durch Summation der ersten {\displaystyle n} Tetraederzahlen:
{\displaystyle {\text{Ptop}}_{n}=\sum _{k=1}^{n}T_{k}=T_{1}+\cdots +T_{n}}

## Eigenschaften
- In der Folge der Pentatopzahlen sind abwechselnd vier Zahlen ungerade und gerade.
- Alle regulären figurierten Zahlen stehen im Pascalschen Dreieck, die Pentatopzahlen finden sich in der fünften Diagonalen. Insbesondere gilt für die {\displaystyle n}-te Pentatopzahl:

{\displaystyle {\text{Ptop}}_{n}={{n+3} \choose {4}}}
- Die Reihe der Kehrwerte ist konvergent:

{\displaystyle \sum _{k=1}^{\infty }{\text{Ptop}}_{k}^{-1}=\sum _{k=1}^{\infty }{\frac {24}{k(k+1)(k+2)(k+3)}}={\frac {4}{3}}.}
- Die erzeugende Funktion der Pentatopzahlen lautet:

{\displaystyle {\frac {x}{(1-x)^{5}}}=\mathbf {1} x+\mathbf {5} x^{2}+\mathbf {15} x^{3}+\mathbf {35} x^{4}+\mathbf {70} x^{5}+\cdots }